# El Once
El once, cuyo título completo es El once (A divertirse), es un tango de 1924 cuya letra pertenece a Emilio Fresedo en tanto la música es de su hermano Osvaldo Fresedo. Al año siguiente fue grabado por Carlos Gardel con acompañamiento de guitarras y después lo registraron varios otros conjuntos, en algunos casos en versión solo instrumental.

## Los autores
Emilio Fresedo (Buenos Aires Argentina, 5 de marzo de 1893-ibídem 10 de febrero de 1974 cuyo nombre completo era Emilio Augusto Oscar Fresedo y usaba el seudónimo de L. Dofre, fue un compositor, letrista y violinista que se dedicó al género del tango.
Osvaldo Fresedo (Buenos Aires, 5 de mayo de 1897-ídem, 18 de noviembre de 1984), cuyo nombre completo era Osvaldo Nicolás Fresedo, fue un compositor y director de orquesta de tango, también conocido como El pibe de La Paternal. Se le reconoce como uno de los renovadores del tango a principios de la década de 1920, junto con otros jóvenes músicos de ese momento, como Julio de Caro y Juan Carlos Cobián. Todos ellos, sobre la base de su mejor nivel técnico, supieron imponer el estilo musicalmente más depurado que caracterizó al tango que desde entonces se dio en llamar el tango de la Guardia Nueva.

## Los Bailes del Internado
A partir de 1914 y hasta 1924 los estudiantes de medicina de la Capital Federal organizaban los días 21 de septiembre en algún local adecuado el Baile del Internado, cuyos más activos promotores eran los alumnos más avanzados, los internados, que comúnmente se denominan residentes o practicantes los que hoy, y para animarlo contrataban alguna destacada orquesta que tenía el compromiso de estrenar ese día un tango alusivo a la medicina.